# خوسيه ماريا موراليس (عسكري)
خوسيه ماريا موراليس (بالإسبانية: José María Morales)‏ هو عسكري أرجنتيني، ولد في 14 أغسطس 1818 في بوينس آيرس في الأرجنتين، وتوفي بنفس المكان في 23 أكتوبر 1894.